# Национална галерия за старинно изкуство (Италия)
Националната галерия за старинно изкуство (Galleria Nazionale d'Arte Antica) е художествена галерия в Рим, една от най-младите в Италия. Заема две исторически здания – палацо Барберини и палацо Корсини. Палацо Барберини е построен от Карло Мадерно, Франческо Боромини и Бернини в първата половина на 17 век, a палацо Корсини е постройка от 15 век, престроена 250 г. по-късно в стил късен барок.
В галерията са представени картини на Караваджо („Юдит и Олоферн“), Ханс Холбайн Младия, Рафаело („Форнарина“), Пусен, Тинторето, Тициан, Гуидо Рени, Рубенс, Мурильо и други художници, а също и мебели, майолика и порцелан.